# Deadtime Stories

Deadtime Stories este o serie de romane horror pentru copii scrisă de A G Cascone (două autoare folosind un singur pseudonim).

## Cărți
1. Terror in Tiny Town (1996)
2. Invasion of the Appleheads (1996)
3. Along Came a Spider (1996)
4. Ghost Knight (1996)
5. Revenge of the Goblins (1996)
6. Little Magic Shop of Horrors (1996)
7. It Came from the Deep (1997)
8. Grave Secrets (1997)
9. Mirror, Mirror (1997)
10. Grandpa's Monster Movies (1997)
11. Nightmare on Planet X (1997)
12. Welcome to the Terror-Go-Round (1997)
13. The Beast of Baskerville (1997)
14. Trapped in Tiny Town (1997)
15. Cyber Scare (1997)
16. Night of the Pet Zombies (1997)
17. Faerie Tale (1997)